# Mirboo North
Mirboo North is een plaats in de Australische deelstaat Victoria en telt 2688 inwoners (2006).